# Margareta od Clermont-en-Beauvaisisa
Margareta od Clermont-en-Beauvaisisa (francuski Marguerite de Clermont-Beauvaisis; 1104./05. – poslije 1145.) bila je francuska plemkinja te grofica Flandrije i Saint-Pola.

## Biografija
Rođena je oko 1104. godine kao kći grofa Renauda II. (sin lorda Huga) i njegove prve supruge Adelajde (kći grofa Herberta IV.). Bila je polusestra gospe Izabele od Vermandoisa.
Njezin prvi muž bio je grof Karlo I. Flandrijski. Par je bio bez djece.
Oko 1128. god., gospa Margareta se udala za grofa Huga II. od Saint-Pola; njihovo je jedino dijete bila kći, Beatrica.
Treći muž gospe Margarete bio je Balduin od Encrea. Imali su sina, Gauthiera od Heillyja.
Margaretin je posljednji muž bio Thierry od Elzasa; njihova kći je bila Laurette.